# Station Compans
Station Compans is een spoorwegstation aan de spoorlijn spoorlijn La Plaine - Hirson en Anor. Het ligt in de Franse gemeente Compans in het departement Seine-et-Marne (Île-de-France).

## Geschiedenis
Het station werd rond 1900 geopend, op verzoek van de inwoners van Compans.

## Ligging
Het station ligt op kilometerpunt 29,107 van de spoorlijn spoorlijn La Plaine - Hirson en Anor.

## Diensten
Het station wordt aangedaan door treinen van Transilien lijn K (Paris-Nord - Crépy-en-Valois).

## Vorig en volgend station
| Richting   | Vorig station | Lijn    | Volgend station    | Richting        |
| ---------- | ------------- | ------- | ------------------ | --------------- |
| Paris-Nord | Mitry - Claye | Trans K | Thieux-Nantouillet | Crépy-en-Valois |